# Никитичи (Волынская область)
Ники́тичи (укр. Микитичі) — село в Устилугской городской общине Владимирского района Волынской области Украины.
Население по переписи 2001 года составляет 393 человека. Почтовый индекс — 44712. Телефонный код — 3342. Занимает площадь 3000 км².